# Utaimono
El término utaimono (歌物), se refiere a los géneros de música vocal japonesa donde tiene mayor importancia el elemento melódico, aquí se incluyen el rōei (朗詠) y el saibara (催馬楽).